# Lucha en los Juegos Panafricanos de 2023
La Lucha en los Juegos Panafricanos de 2023 se llevó a cabo del 9 al 11 de marzo en el Borteyman Sports Complex en Accra, Ghana.

## Participantes
Participaron 161 atletas de 28 países:
1. Argelia (12)
2. Angola (6)
3. Burundi (2)
4. Benín (5)
5. Burkina Faso (7)
6. República Centroafricana (2)
7. República del Congo (5)
8. Chad (4)
9. Costa de Marfil (4)
10. Camerún (6)
11. República Democrática del Congo (8)
12. Egipto (18)
13. Gambia (2)
14. Guinea-Bisáu (1)
15. Guinea Ecuatorial (3)
16. Ghana (15)
17. Guinea (3)
18. Kenia (6)
19. Madagascar (4)
20. Marruecos (6)
21. Mauricio (2)
22. Namibia (3)
23. Nigeria (14)
24. Sudáfrica (6)
25. Senegal (4)
26. Sierra Leona (3)
27. Túnez (7)
28. Uganda (3)

## Resultados

### Libre masculina
| Evento | Oro                  | Plata             | Bronce                   |
| ------ | -------------------- | ----------------- | ------------------------ |
| 57 kg  | Gamal Mohamed        | Enozunimi Simeon  | Omar Faye                |
| 57 kg  | Gamal Mohamed        | Enozunimi Simeon  | Rabby Kilandi            |
| 65 kg  | Omar Mourad          | Stephen Izolo     | Mohamed Ben Hafsia       |
| 65 kg  | Omar Mourad          | Stephen Izolo     | Manaceu Ngonda           |
| 74 kg  | Amr Reda Hussen      | Abdelkader Ikkal  | Bacar Ndum               |
| 74 kg  | Amr Reda Hussen      | Abdelkader Ikkal  | Andy Kabeya Mukendi      |
| 86 kg  | Ahmed Khaled Mohamed | Cedric Abossolo   | Ben-Michael Theron       |
| 86 kg  | Ahmed Khaled Mohamed | Cedric Abossolo   | Harrison Onovwiomogbohwo |
| 97 kg  | Mostafa Elders       | Wali Eddine Kebir | Aron Isomi Mbo           |
| 125 kg | Youssif Hemida       | Ashton Mutuwa     | Hamza Haloui             |

### Grecorromana masculina
| Evento | Oro                      | Plata               | Bronce             |
| ------ | ------------------------ | ------------------- | ------------------ |
| 60 kg  | Moamen Ahmed Mohamed     | Ismail Ettalibi     | Abdelkarim Fergat  |
| 67 kg  | Mohamed Ibrahim El-Sayed | Ishak Ghaiou        | Souhaib Khdar      |
| 77 kg  | Abdelkrim Ouakali        | Mahmoud Abdelrahman | Emmanuel Nworie    |
| 77 kg  | Abdelkrim Ouakali        | Mahmoud Abdelrahman | Radhwen Tarhouni   |
| 87 kg  | Bachir Sid Azara         | Mohamed Metwally    | Roberto Nsangua    |
| 97 kg  | Mohamed Gabr             | Fadi Rouabah        | Mohamed Dhia Jabri |
| 130 kg | Abdellatif Mohamed       | Radhouane Chebbi    | Hamza Haloui       |

### Libre femenina
| Evento | Oro                   | Plata           | Bronce               |
| ------ | --------------------- | --------------- | -------------------- |
| 50 kg  | Mercy Genesis         | Nada Medani     | Rosine Assouga       |
| 53 kg  | Christianah Ogunsanya | Nogona Bakayoko | Shaimaa Atef Mohamed |
| 53 kg  | Christianah Ogunsanya | Nogona Bakayoko | Miriam Ngoe Wase     |
| 57 kg  | Odunayo Adekuoroye    | Zineb Hassoune  | Louji Yassin         |
| 57 kg  | Odunayo Adekuoroye    | Zineb Hassoune  | Kavelishimwe Abraham |
| 62 kg  | Esther Kolawole       | Gharam Askar    | Salmantou Coulibaly  |
| 62 kg  | Esther Kolawole       | Gharam Askar    | Safietou Goudiaby    |
| 68 kg  | Blessing Oborududu    | Blandine Ngiri  | Samah Abdellatif     |
| 68 kg  | Blessing Oborududu    | Blandine Ngiri  | Rosie Tabora         |
| 76 kg  | Hannah Rueben         | Amy Youin       | Lillian Mbena        |
| 76 kg  | Hannah Rueben         | Amy Youin       | Samar Amer           |

## Medallero
| Núm. | País                            | Oro | Plata | Bronce | Total |
| ---- | ------------------------------- | --- | ----- | ------ | ----- |
| 1    | Egipto                          | 10  | 4     | 4      | 18    |
| 2    | Nigeria                         | 6   | 3     | 2      | 11    |
| 3    | Argelia                         | 2   | 4     | 3      | 9     |
| 4    | Camerún                         | 0   | 2     | 2      | 4     |
| 5    | Marruecos                       | 0   | 2     | 1      | 3     |
| 6    | Costa de Marfil                 | 0   | 2     | 0      | 2     |
| 7    | Túnez                           | 0   | 1     | 3      | 4     |
| 8    | República Democrática del Congo | 0   | 0     | 4      | 4     |
| 9    | Angola                          | 0   | 0     | 2      | 2     |
| 9    | Senegal                         | 0   | 0     | 2      | 2     |
| 9    | Sudáfrica                       | 0   | 0     | 2      | 2     |
| 12   | Burkina Faso                    | 0   | 0     | 1      | 1     |
| 12   | Guinea-Bisáu                    | 0   | 0     | 1      | 1     |
| 12   | Namibia                         | 0   | 0     | 1      | 1     |